# Bangi
Bangi (fr. Bangui) – stolica i największe miasto Republiki Środkowoafrykańskiej, położone w południowej części kraju na zachodnim brzegu rzeki Ubangi. Zostało założone w 1889 jako fort wojsk francuskich. 
Bangi było również miejscem działalności rebeliantów i zniszczeń spowodowanych przez bunty na tle politycznym. Z tych powodów miasto w 1996 zostało ogłoszone jednym z najbardziej niebezpiecznych na świecie.

## Historia
Założone w 1889, od 1905 było stolicą francuskiej kolonii Ubangi-Szari, od 1960 jest stolicą niepodległej Republiki Środkowoafrykańskiej.

## Demografia
Po uzyskaniu w 1960 niepodległości przez Republikę Środkowoafrykańską nastąpił rozwój i coraz większa urbanizacja. Skutkiem tego był duży wzrost liczby ludności miasta, które w 1975 miało 279 800 mieszkańców, w 1988 – 427 435 osób, w 1994 – 524 000, a w 2012 szacowano jego populację na 734 350 osób.

Oficjalnymi językami kraju są francuski oraz sango, używany przez ok. 90% mieszkańców, a upowszechniony przez misjonarzy chrześcijańskich.

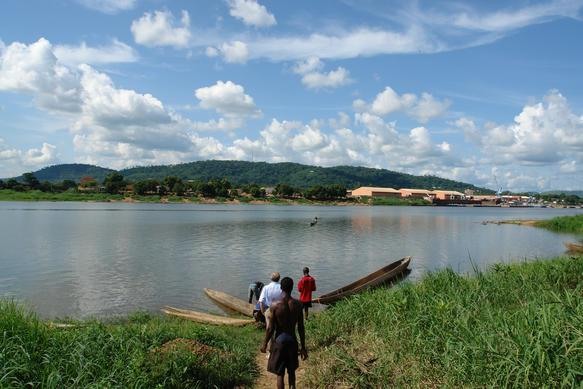
Rzeka Ubangi niedaleko Bangi

## Gospodarka
Przemysł: spożywczy, drzewny, włókienniczy, cementowy, energetyczny. W mieście działają szlifiernie diamentów.
Bangi jest główną siedzibą Wspólnoty Gospodarczej i Monetarnej Afryki Środkowej.

## Transport
- połączenia drogowe z Czadem, Kamerunem, Demokratyczną Republiką Konga i Sudanem
- międzynarodowy port lotniczy w odległości 7 km od centrum
- połączenia rzeczne z Pointe-Noire oraz Brazzaville

## Uczelnie
- Uniwersytet Bangijski

## Sport i rekreacja
W mieście znajduje się stadion narodowy, mogący pomieścić 20 tysięcy osób.

## Religia
Miasto jest siedzibą metropolii i archidiecezji Bangi.